# رشد بلور
رشد بلور یا رشد کریستال (به انگلیسی: Crystal growth) فرایندی است که در آن یک کریستال از وضعیت موجودی قبلی خود بزرگتر می‌شود، مولکول‌ها یا یون‌ها ی بیشتری را در فضاهای شبکه کریستال اضافه می‌کند و یا یک محلول به یک کریستال تبدیل می‌شود و رشد بیشتر در آن اتفاق می‌افتد. یک کریستال به عنوان مجموعه ای از اتم‌ها، مولکول‌ها یا یون‌ها تعریف می‌شود که در یک الگوی منظم تکرار می‌شوند. یک شبکه کریستال، در تمام ابعاد فضایی گسترش می‌یابد؛ بنابراین رشد کریستال از رشد یک قطره مایع متفاوت است، زیرا در رشد کریستال مولکول‌ها یا یون‌ها باید در موقعیت‌های درست در شبکه قرار بگیرند تا یک کریستال مرتب رشد کند. طرح شماتیک یک مثال بسیار ساده از یک کریستال با ساختار شبکهٔ مکعبی ساده نشان می‌دهد که با اضافه شدن یک مولکول اضافی رشد می‌کند. هنگامی که مولکول‌ها یا یون‌ها در موقعیت‌هایی متفاوت از موقعیت متاسب در یک شبکه کریستال کامل قرار می‌گیرند، نقایص کریستالی شکل می‌گیرد. به‌طور معمول، مولکول‌ها یا یون‌های موجود در یک شبکه کریستالی جوری به دام می‌افتند که نمی‌توانند از موقعیتشان حرکت کنند و بنابراین رشد کریستال اغلب غیرقابل برگشت می‌باشد، و هنگامی که یک مولکول‌ها یا یون در شبکه در موقعیت خاصی قرار می‌گیرد در همان موقعیت فیکس شده و ثابت می‌ماند. بلورسازی یک فرایند رایج است، هم در صنعت و هم در جهان طبیعت اتفاق می‌افتد، و کریستالیزاسیون به‌طور معمول شامل دو فرایند است. در صورتیکه از قبل کریستالی وجود نداشته باشد، یک کریستال جدید باید ایجاد می‌شود، و پس از آن این کریستال تحت فرایند رشد کریستالی قرار می‌گیرد

## مکانیسم رشد
پهنهٔ مرزی بین کریستال و حالت بخار می‌تواند از نظر ملکولی و در دماهای پایین‌تر از نقطهٔ ذوب بسیار تیز و مشخص باشد. یک سطح بلورین ایده‌آل، از گسترش تک تک لایه‌های تشکیل دهندهٔ آن یا از رشد جانبی مرحله ای پیوند بین لایه‌ها شکل می‌گیرد. برای درک محسوس میزان رشد، این مکانیزم نیازمند به یک نیروی محرکه محدود (یا درجاتی از خنک‌کنندگی شدید) برای کاهش نیروی مانع اعمال شده از سمت هسته می‌باشد تا بدین ترتیب با اعمال نوسات حرارتی، از قدرت هسته کاسته شود. در نظریهٔ شکل‌گیری کریستال ازحالت مذاب بورتون و کابر دو مکانیسم متفاوت را ارائه نمودند

### رشد جانبی غیر همگن
سطح با حرکت جانبی سطوح مختلف که به موازات هم قرار گرفته‌اند (یا گاهی حرکت یکپارچهٔ چندین سطح موازی با هم) رشد و گسترش می‌یابد. در این حالت المان سطح دچار هیچ تغییری نمی‌شود و و در یک مرحله تنها در راستای خود جابه‌جا می‌شود و در مرحلهٔ بعد در بعد ارتفاعی گسترش می‌یابد. لازم است ذکر شود که کلمهٔ مرحله در اینجا به گذر از یک ناحیه به ناحیهٔ مجاور گفته می‌شود که این دو سطح بایستی در موازات هم واقع شده باشند و از نظر ساختار و پیکر بندی نیز همسان هستند. این سطوح با تعدادی شبکهٔ چندگانه از یکدیگر فاصله گرفته‌اند. بایستی در نظر داشته باشید که ممکن است ضخامت لایه‌های جدا شده با هم تفاوت قابل ملاحظه ای داشته باشند.

### رشد نرمال همگن
سطح به‌طور طبیعی و خود به خود و بدون نیاز به یک مکانیسم رشد گام به گام گسترش می‌یابد. این بدان معنی است که در حضور یک نیروی محرکه ترمودینامیکی متاسب، هر عنصر سطح قادر به تغییر مداوم است که این باعث گسترش پهنهٔ مرزیمیشود. برای سطوح تیز یا ناپیوسته، این تغییر مداوم ممکن است کم و بیش در یک لایهٔ گسترده همگن باشد و منجر به توالی شکل‌گیری لایه‌های جدید شود. برای سطوح ناپیوسته تر، یک مکانیسم رشد مداوم ممکن است نیازمند انجام تغییرات همزمان در امتداد چندین لایه باشد. رشد غیر همگن جانبی، در واقع یک حرکت هندسی از مراحل می‌باشد – در مقایسه با حرکت تمامی سطح به‌طور طبیعی).
طور خلاصه، رشد طبیعی یکنواخت براساس توالی زمانی یک عنصراز سطح است. در این مدل، حرکت یا تغییری وجود ندارد به جز در مواردی که یک مرحله، یک تغییر مستمر را پشت سر می‌گذارد. پیش‌بینی این موضوع که چه مکانیسمی تحت هریک از شرایط اراده شده می‌تواند مؤثر واقع شود، در واقع شالوده و اساس رشد کریستال است. برای ارائهٔ چنین پیش‌بینی دو معیار مورد استفاده قرار می‌گیرد: در هر صورت سطح گسترش می‌یابد. یک سطح رشدکننده سطحی است که در آن تغییرات از یک فاز به فاز دیگر پیوسته‌است و در چندین سطح اتمی اتفاق می‌افتد. این با آنچه که در مورد سطوح تیز اتفاق می‌افتد در تضاد است. در سطوح تیز عمدهٔ تغییرات به صورت منقطع انجام می‌شود و معمولاً در فاصلهٔ عمقی بین دو پلان موازی محدود می‌شود. در هر صورت سطح منفرد است: سطح منفرد و یکپارچه سطحی است که در آن تنش سطحی به عنوان تابعی از جهت‌گیری در حداقل مقدار است. رشد سطوح یکپارچه نیازمند چندین مرحله است. در صورتی که به‌طور کلی فرض می‌شود که سطوح غیر متفرد می‌توانند به‌طور متناوب خود را گسترش دهند.

### نیروی محرک
شرط لازم دیگر برای ظهور رشد جانبی را مورد بررسی قرار می‌دهیم. واضح است که مکانیزم رشد جانبی در مواقعی که هر منطقه در سطح بتواند در حضور یک نیروی محرک به توازن متاستاز برسد ایجاد می‌شود. سپس تا زمانیکه یک مرحله تکمیل گردد، پیگرهٔ کلی در حالت تعادل باقی خواهد ماند. سپس پیکر بندی همسان باقی خواهد ماند، بجز اینکه ارتفاع در هر مرحله افزوده خواهد شد. در صورتی که سطح نتواند در حضور یک نیروی مجرکه به تعادل برسد، در این صورت بدون انتظار برای حرکت جانبی در مراحل، شروع به گسترش خواهد نمود
بر این اساس کان نتیجه گرفت که ویژگی مشخصه قابلیت سطح برای رسیدن به حالت تعادل، حضور نیروی محرک است. وی همچنین نتیجه گرفت که برای هر سطح یا پهنهٔ مرزی در یک محیط کریستالی، یک نیروی محرکهٔ بحرانی وجود دارد که در صورتی که از آن تجاوز شود، باعث گسترش و رشد سطح یا پهنهٔ مرزی بلور از حالت عادی خود می‌شود و در صورتی که از این مقدار نیروی محرکه تجاوز نشود، مکانیسم رشد جانبی مورد نیاز خواهد بود؛ بنابراین در صورت وجود نیروی محرکهٔ بقدر کافی بزرگ، پهنهٔ مرزی می‌تواند به‌طور یکنواخت و بدون ترجیح خاصی حرکت نماید یا با مکانیسم جابه‌جایی پیچشی یا ناپیوستگی ناهمگن حرکت نماید
آنچه که نیروی محرک به اندازه کافی بزرگ را تشکیل می‌دهد، به میزان نفوذ پهنهٔ مرزی بستگی دارد و بنابراین برای ظهور یک رشد قابل ملاحظه، این نیروهای محرکه بسیار کوچک هستند و هر نیروی محرکه قابل اندازه‌گیری متجاوز از آن خواهد بود. به‌طور خلاصه برای پهنه‌های مرزی تیز، نیروی محرکهٔ بسیار بزرگ خواهد بود و بیشترین رشد بواسطهٔ مکانیسم گام جانبی (مرحلهٔ جانبی) صورت می‌گیرد.
توجه داشته باشید که در یک فرایند جامد سازی یا کریستالیزاسیون، نیروی محرکهٔ ترمودینامیکی به واسطهٔ خنک شدن بیش از حد اتفاق می‌افتد.

## مرفولوژی یا ریخت‌شناسی
به‌طور کلی باور بر این است که ویژگی‌های مکانیکی و دیگر ویژگی‌های کریستال‌ها به این موضوع ارتباط دارند که مرفولوژی کریستال در واقع حلقهٔ گمشده بین رشد سینیتیکی و خواص فیزیکی است. دستگاه ترمودینامیکی برای تست تعادل ناهمگن توسط گیبس ارائه شده‌است. وی تعریفی دقیق از انرژی سطح را ارائه می‌دهد که با آن مفهوم تنش سطحی برای مواد جامد و مایع قابل ارائه است. وی همچنین دریافت که یک سطح با خصوصیات ناهمسانگرد (آنیزوتروپیک) فاقد انرژی دارای یک شکل متعادل غیر کروی می‌باشد که از نظر ترمودینامیکی به عنوان شکلی که انرژی آزاد سطوح آن در حداقل مقدار خود می‌باشد تعریف می‌گردد. بایستی در نظر داشت که رشد چین خوردگی‌ها باعث ارتباط بین پدیده‌های مکانیکی با قدرت بالا در چین خوردگی‌ها و مکانیسم‌های مختلف رشدی می‌شود که مسئولیت مرفولوژی فیبروز را بر عهده دارد. پیش از کشف نانو تیوب‌های کربنی، چین خوردگی‌های کریستالی منفرد دارای بالاترین استحکام کششی در مادهٔ شناخته شده بودند. برخی از مکانیسم‌ها چین خوردگی‌هایی بدون نقص تولید می‌کنند. در حالیکه بقیهٔ آن‌ها ممکن است دارای یک پیچ خوردگی جابه‌جایی در امتداد محور اصلی رشد ایجاد کنند. مکانیسم رشد چین خوردگی‌ها به وضوح قابل درک نیست. اما بنظر می‌رسد که ایجاد این چین خوردگی‌ها بواسطهٔ تنش‌های مکانیکی فشارشی، از جمله تنش‌های ناشی از نیروهای مکانیکی، تنش ناشی از عناصر مختلف و تنش‌های با منشأ گرمایی ایجاد شوند. چین خوردگی‌های فلزی با دندریت‌های فلزی از چندین جنبه متفاوت هستند. دندریت‌ها یه صورت شاخساره و شبیه شاخه‌های درخت هستند و در سراسر سطح فلز رشد می‌کنند. در مقابل چین خوردگی‌ها حالت رشته‌ای دارند و در زاویهٔ مناسب از سطح رشد یا بستر قرار دارند

### کنترل - انتشار
معمولاهنگامی که درجه حرارت گرم کردن یا سرد کردن بسیار بالا باشد، و حتی در مواقعی که این دما خیلی بالا نیست، رشد سینیتیکی ممکن است به صورت کنترل - انتشار باشد. در چنین شرایطی، شکل کریستال چند قطبی ناپایدار خواهد بود، که در گوشه‌ها و لبه‌هایی از سطح که درجه اشباع در بالاترین حد آن قرار دارد، شروع به رشد می‌کنند. قسمت نوک این لبه‌ها به‌وضوح بالاترین میزان اشباع را دارند. به‌طور کلی اعتقاد بر این است که این پیش آمدگی بیشتر خواهد شد (وهر به سمت نوک پیش می‌رویم نازک‌تر خواهد شد) تا جایی که اثر انرژی آزاد بین فازی در بالا بردن پتانسیل شیمیایی باعث کند شدن رشد نوک کریستال شود و قطر نوک کریستال مقداری ثابت شود. در ادامهٔ فرایند ضخیم شدن نوک، بایستی یک بی‌ثباتی مربوط به شکل وجود داشته باشد. برآمدگی‌های کوچک بایستی اغراق‌آمیز باشد - و به سمت شاخه‌ها ی در حال رشد گسترش یابند. در چنین وضعیت ناپایداری درجات کمی از انیزوتروپی برای تعیین جهت گسترش و رشد شاخه‌ها کفایت می‌کند. البنه جداب‌ترین بخش این بحث این است که این ویژگی‌ها تا حد زیادی به موفولوژیکی اولیهٔ رشد دندریت بستگی دارند.